# Holdens Bay
Holdens Bay est une banlieue est de la cité de Rotorua dans la région de la  Baie de l’Abondance de l’Île du Nord de la Nouvelle-Zélande.

## Démographie
Holdens Bay est situé à cheva dans quatre zones statistiques SA1, qui couvrent ainsi une surface de 0,46 km2.
Les zones SA1 forment une partie de la zone statistique de Holdens Bay-Rotokawa.
La localité d’Holdens Bay avait une population 534 habitants lors du recensement néo-zélandais de 2018, en augmentation de 12 personnes (2,3 %) depuis le recensement de 2013 en Nouvelle-Zélande, et une augmentation de 36 personnes (7,2 %) depuis le recensement de 2006.
ll y avait 207 logements, comprenant 258 hommes et 282 femmes, donnant un sexe-ratio de 0,91 homme pour une femme, avec 120 personnes (22,5 %) âgées de moins de 15 ans, 105 personnes (19,7 %) âgées de 15 à 29 ans, 228 personnes (42,7 %) âgées de 30 à 64 ans, et 84 personnes  (15,7 %) âgées de 65 ou plus.
L’ethnicité était pour 76,4 % européens/Pākehās, 37,6 % Māori, 7,3 % peuples venant du Pacifique (en), et 6,2 % d’origine asiatique (en).
Les personnes peuvent s’identifier de plus d’une ethnicité en fonction de l’origine de leurs parents.
Bien que certaines personnes choisissent de ne pas répondre à la question du recensement concernant leur affiliation religieuse, 50,0 % n’ont aucune religion, 38,2 % sont chrétiens (en), 2,8 % ont des croyances religieuses Māori (en), 0,6 % sont Hindouistes (en), 0,6 % sont Bouddhistes (en) et 0,6 % ont une autre religion.
Parmi ceux d’au moins 15 ans d’âge, 57 personnes (13,8 %) ont une licence ou un degré supérieur et 78 personnes (18,8 %) n’ont aucune qualification formelle.
57 personnes (13,8 %) gagnent plus de 70 000 $ comparé avec les 17,2 % au niveau national.
Le statu d’emploi de ceux d’au moins 15 ans d’âge était pour 216 personnes (52,2 %): un emploi à plein temps; pour 63 personnes (15,2 %) un emploi à temps partiel et 24 personnes (5,8 %) étaient sans emploi.

### Aire de statistique de Holdens Bay-Rotokawa
L’aire de statistique de Holdens Bay-Rotokawa, qui inclut aussi Hannahs Bay, couvre 5,50 km2 et a une population estimée de 1 310 habitants en juin 2023 avec une densité de population de 238 résidents par km2.
Avant le recensement de 2023, la zone statistique avait des frontières plus large, couvrant 8,79 km2.
En utilisant ces limites le secteur de Holdens Bay-Rotokawa avait une population de 1 248 habitants lors du recensement néo-zélandais de 2018, en augmentation de 84 personnes (7,2 %) depuis le recensement néo-zélandais de 2013 mais en diminution de 9 personnes (−0.7%) depuis le recensement de 2006 en Nouvelle-Zélande.
Il y avait 462 logements comprenant 615 hommes et 636 femmes donnant un sexe-ratio de 0,97 homme pour une femme.
L’âge médian était de 36,6 ans (comparée avec les 37,4 ans au niveau national, avec 279 personnes (22,4 %) âgées de moins de 15 ans, 234 personnes (18,8 %) âgées de 15 à 29 ans, 579 personnes (46,4 %) âgées de 30 à 64 et 153 personnes (12,3 %) âgées de 65 ans ou plus.
L’ethnicité était pour 67,5 % européens/Pākehās, 45,2 % Māoris, 7,7 % personnes du Pacifique (en), 5,3 % d’origine asiatique (en), et 1,4 % d’une autre ethnicité.
Les personnes peuvent s’identifier de plus d’une ethnicité en fonction de l’origine de leurs parents.
Le pourcentage de personnes nées outre-mer était de 16,6 %, comparé avec les 27,1 % au niveau national.
Bien que certaines personnes choisissent de ne pas répondre aux questions du recensement concernant leur affiliation religieuse, 49,0% n’ont aucune religion, 36,8 % sont chrétiens (en), 3,4 % ont des croyances religieuses Māori (en), 1,2 % sont Hindouistes (en), 0,2 % sont  bouddhistes (en) et 1,9 % ont une autre religion.
Parmi ceux d’au moins 15 ans d’âge, 147 personnes (15,2 %) ont une licence ou un degré universitaire supérieur et 177 personnes (18,3 %) n’ont aucune qualification formelle.
Le revenu médian était de 29 800 $, comparé avec le 31 800 $ au niveau national. 126 personnes (13,0 %) gagent plus de 70 000 $ comparés avec les 17,2% au niveau national.
Le statut d’emploi de ceux d’au moins 15 ans d’âge était pour 483 personnes (49,8 %) employés à plein temps, 162 personnes (16,7 %) étaient à temps partiel et 66 personnes (6,8%) étaient sans emploi.

## Éducation
- L’école de Rotokawa est une école publique, mixte, assurant le primaire, pour les enfants allant des années 1 à 6[4] avec un effectif de 169 élèves en février 2024[5]. L’école a ouvert en 1956[6].
- L’école de Rotokawa Maori School, ouverte en 1926, l’avait précédée[7].